# Asociación Internacional de Lesbianas, Gays, Bisexuales, Trans e Intersex
La Asociación Internacional de Lesbianas, Gays, Bisexuales, Trans e Intersex (ILGA) es una federación que congrega a organizaciones de la sociedad civil de distintas nacionalidades dedicadas a promover la defensa de la igualdad de derecho para lesbianas, gais, bisexuales, trans e intersex (LGBTI) de todo el mundo.
La ILGA reúne entre sus miembros a más de 560 organizaciones de alrededor de 150 países de todos los continentes.
Actualmente, la ILGA es la única federación internacional dedicada a reunir ONG y entidades sin fines de lucro, concentrando su actuación a nivel global con el fin de luchar contra la discriminación por orientación sexual, identidad de género, expresión de género y características sexuales. Desde el año 2025 está como máxima referente de la comunidad Lésbica la activista Argentina Andrea Mabel Teceira como presidenta Representante Lésbica Internacional.
Desde diciembre de 2006 la ILGA tiene estatus consultivo ECOSOC.

## Historia
La ILGA fue fundada el 8 de agosto de 1978 en Coventry, Inglaterra, durante la conferencia de la “Campaign for Homosexual Equality” (Campaña por la igualdad de los homosexuales) a la cual asistieron 30 hombres en representación de 17 organizaciones de 14 distintos países. 
Fue conocida como "Asociación Internacional de Gays" (IGA, International Gay Association) hasta el año 1986, año en el que adopta su actual nombre. Ésta no fue la primera asociación de gais y lesbianas de Norteamérica, siendo la primera la “Society for Human Rights” creada en el año 1924 en Chicago, Estados Unidos.
La conferencia llevada a cabo en Coventry también propuso a Amnistía Internacional (AI) que colaborase contra la persecución de gais y lesbianas. Después de una campaña que duró 13 años, en 1991, AI comenzó a participar en la lucha por los derechos humanos de los homosexuales, y actualmente dicha organización es una de las mayores defensoras de los derechos LGBT a nivel internacional.
La ILGA también influyó para conseguir que la Organización Mundial de la Salud quitase a la homosexualidad de su listado de enfermedades en 1990.
Además, fue la primera organización de derechos LGTB en obtener el estatus consultivo como ONG en las Naciones Unidas. Las proposiciones para obtener dicho estatus fueron realizadas en nombre de ILGA ante la Subcomisión de Prevención de Discriminaciones y Protección a las Minorías de las Naciones Unidas en sus sesiones de los años 1993 y 1994. Actualmente la Subcomisión de Prevención de Discriminaciones y Protección de Minorías es conocida como Subcomisión para la Promoción y Protección de los Derechos Humanos.

## Informes

### Homofobia de Estado
En 2011, ILGA publicó su informe sobre Homofobia de Estado y un mapa que puso de relieve que aún existen 75 países que criminalizan las relaciones consensuales entre personas adultas del mismo sexo. Estos países se encuentran principalmente en África y Asia.
En 2016, ILGA publicó una versión actualizada del informe sobre Homofobia Patrocinada por el Estado. El informe encontró que los "actos sexuales entre personas del mismo sexo" son ilegales en 72 países. Estos países representan el 37% de los Estados en las Naciones Unidas. De estos 72 países, 33 están en África, 23 en Asia, 11 en las Américas y seis en Oceanía.

### Poniéndole límites al engaño
En febrero de 2020, ILGA lanzó "Poniéndole límites al engaño: Estudio jurídico mundial sobre la regulación legal de las mal llamadas “terapias de conversión”'". Este informe de investigación examina las leyes a nivel nacional y subnacional que prohíben los esfuerzos por cambiar la orientación sexual, la identidad de género y la expresión de género. Además, el informe analiza una amplia gama de técnicas históricas y actuales empleadas en un intento de modificar la orientación sexual de lesbianas, gays y bisexuales, obstaculizar la transición de las personas trans, inducir la detransición en personas transgénero o imponer la adhesión a estereotipos sociales de masculinidad y feminidad en cuanto a la expresión y los roles de género.

### Nuestras Identidades bajo Arresto
"Nuestras Identidades bajo Arresto" es la primera publicación que se centra específicamente en la aplicación de leyes que criminalizan los actos sexuales consensuales entre personas del mismo sexo y las diversas expresiones de género a nivel global. Va más allá de la letra de la ley para rastrear cómo se aplican efectivamente estas disposiciones. La primera edición se publicó en diciembre de 2021 y revisó más de 900 casos en los que las autoridades encargadas de hacer cumplir la ley han sometido a personas LGBTQ+ y diversas en términos de género a multas, detenciones arbitrarias, procesamientos judiciales, castigos corporales, encarcelamientos e incluso la pena de muerte.
El informe proporciona evidencia que revela la subnotificación significativa de detenciones y procesamientos en diferentes países. Destaca la notable brecha entre los registros oficiales de aplicación publicados por ciertos gobiernos (como Marruecos, Uzbekistán, Camerún y Sri Lanka) y el número de casos documentados a través de fuentes alternativas recopiladas por ILGA World para este informe. El informe también encontró que la persecución judicial es un indicador deficiente para evaluar los niveles de aplicación, ya que las detenciones y reclusiones sin procedimientos judiciales formales son los métodos predominantes para aplicar las disposiciones penalizadoras. En muchos países, las personas pueden ser detenidas durante períodos prolongados, que van desde varios días hasta semanas o incluso meses, sin ninguna forma de revisión judicial o administrativa.
El informe también destaca la naturaleza fluctuante de la aplicación de las disposiciones penalizadoras, que pueden variar en frecuencia e intensidad a lo largo del tiempo, con períodos caracterizados por un aumento significativo en los casos documentados, seguidos de períodos sin casos registrados o documentados de aplicación. El informe encontró que en muchos países que criminalizan estas acciones, las autoridades y los agentes encargados de hacer cumplir la ley aplican estas disposiciones de manera esporádica y a menudo impredecible. Incluso los países considerados "seguros" o donde hay poca información disponible sobre la aplicación pueden experimentar cambios repentinos e inesperados en su enfoque hacia estas disposiciones.

## Objetivos
Los objetivos principales de la ILGA son:
Trabajar para la igualdad de lesbianas, gais, bisexuales, transexuales e intersexuales, y eliminación de toda forma de discriminación.
Promover el respeto universal por los derechos humanos y las libertades fundamentales, incluyendo la eliminación de toda forma de discriminación e incluyendo la implementación de los siguientes instrumentos de derechos humanos internacionales:
- El acuerdo internacional en derechos civiles y políticos.
- El acuerdo internacional en derechos económicos, sociales y culturales.
- El acuerdo internacional por la eliminación de toda forma de discriminación racial.
- El acuerdo por la eliminación de toda discriminación a la mujer.
- El acuerdo en los derechos del niño

Para llevar a cabo dichos objetivos la ILGA:
- Crea plataformas para lesbianas gais, bisexuales, transexuales e intersexuales a nivel internacional en su búsqueda de reconocimiento igualdad y liberación, en particular a través de los encuentros mundiales y regionales.
- Trabaja hacia una representación equitativa en todas las regiones para lesbianas gais, bisexuales, transexuales e intersexuales.
- Apoya las organizaciones creadas localmente en todas partes del mundo.
- Recopila información, realizar investigaciones, publicar materiales, organizar seminarios, formación y conferencias específicas.[13]
- Ofrece ayuda para la coordinación de actividades a nivel internacional.